# Convención Británica de Malabaristas
La Convención Británica de Malabaristas, o BJC por su sigla en inglés, es un encuentro que cada año se celebra en una ciudad distinta de Gran Bretaña. 
El evento suele tener lugar la segunda semana de las vacaciones de Semana Santa. El evento acoge a participantes especializados en cualquier tipo de malabares o artes circenses. Normalmente se imparten talleres durante todo el día y por la noche se celebra el Renegade. La gran gala donde se exhiben números de los mejores artistas de circo tiene lugar el sábado por la noche.